# Narodni park vulkana Arenal
Narodni park vulkana Arenal (špansko Parque Nacional Volcán Arenal) je kostariški narodni park v osrednjem delu države, ki je del ohranitvenega območja Arenal Huetar Norte. Park obsega vulkan Arenal, najbolj aktiven v državi, za katerega so verjeli, da miruje do velikega izbruha leta 1968. Meji na jezero Arenal, ki je kraj največjega projekta hidroelektrarne v državi, jezu jezera Arenal.
V parku je tudi drugi vulkan Chato, katerega krater vsebuje laguno. Imenuje se tudi Cerro Chato (dobesedno 'gora Chato'), saj je bil neaktiven približno 3500 let – kar sovpada z nastankom in rastjo samega Arenala. V parku in okoli njega so različni domovi in hoteli, nekateri z lastnimi vročimi vrelci, drugi pa so osredotočeni na divje živali tega območja. V narodnem parku sta muzej vulkanizma in nadzorna postaja.

## Geografija
Park leži znotraj ohranitvenega območja Arenal Huetar Norte, ki varuje osem od 12 življenjskih območij Kostarike in 16 zaščitenih rezervatov v regiji med gorovjema Guanacaste in Tilarán, vključno z jezerom Arenal. Park je najbolj neposredno dostopen iz La Fortune, vendar je tudi enostavno dostopen preko Tilarána in severne obale jezera Arenal.

## Živalstvo in rastlinstvo
Narodni park vulkana Arenal je priljubljen med opazovalci ptic, saj večino od 850 vrst, identificiranih v Kostariki, najdemo znotraj meja parka. To vključuje eno najbolj izmuzljivih in najlepših ptic v državi, ogroženega sijočega quetzala (kvecal. Druge živalske vrste, ki živijo v parku so: beloglava kapucinka (Cebus capucinus), jaguar, jeleni, koati in kače, kot sta ameriška suličarka (bothrops asper) in papiga kača (Leptophis ahaetulla). V parku je tudi močan prikaz rastlinskega sveta, vključno z orhidejami, helikonijami, praprotmi, lovorjem, cirri, guayabo de monte, palmami, bromelijami in figami.